# XAI (entreprise)
Pour les articles homonymes, voir XAI.
xAI est une entreprise américaine spécialisée dans l'intelligence artificielle et créée par Elon Musk et Igor Babuschkin le 12 juillet 2023. Il se veut être un concurrent à l'entreprise OpenAI.

## Contexte
En 2015, Elon Musk participe à la création d'OpenAI, entreprise d'intelligence artificielle connue aujourd'hui pour ChatGPT. Cependant, il quitte l'entreprise en 2018. Depuis, Elon Musk reproche couramment à OpenAI d'être trop « woke » et affirme que ses ingénieurs ont formaté ChatGPT afin que ses réponses relèvent du « politiquement correct »,.
Au début de l'année 2023, Twitter a déjà acheté plus de 10 000 cartes graphiques afin de former l'intelligence artificielle de xAI. Cependant, xAI est indépendant de X Corp. (l'entreprise gérant Twitter).

## Histoire
Parmi les employés d'xAI, on peut retrouver des anciens employés de Google DeepMind, OpenAI ainsi que Microsoft.
Début novembre 2023, xAI dévoile une version bêta de son intelligence artificielle, nommée Grok.
Le 17 mars 2024, xAI publie l'architecture et les 314 milliards paramètres de Grok-1.
En septembre 2024, xAI met en service le supercalculateur « Colossus » avec 100 000 GPU H100 de Nvidia. Il est destiné à faire tourner le modèle Grok-3.
Le 28 novembre 2024, Elon Musk annonce que xAI se lance dans l'industrie des jeux vidéos produits par intelligence artificielle.
Le 28 mars 2025, Elon Musk annonce le rachat de X par xAI, intégralement par échange d'actions valorisant X a 45 milliards de dollars (plus précisément à 33 milliards de dollars + 12 milliards de dollars de dette) sur la base de la valorisation de xAI à 80 milliards de dollars selon sa dernière levée de capital.